# Ordem da Mãe de Jugović
A Ordem da Mãe de Jugović ( em sérvio:  Орден мајке Југовића ) é uma ordem concedida pela Igreja Ortodoxa Sérvia às mães que têm filhos múltiplos. Recebeu o nome da "Mãe dos irmãos Jugović"  que, na poesia épica sérvia, teve nove filhos e uma filha. Um antigo poema épico nacional intitulado "Morte da Mãe dos Jugovici" a homenageia. 
A ordem de prata é concedida às mães que deram à luz quatro filhos, enquanto a ordem de ouro é concedida às mães com cinco ou mais filhos. 